# Dissay

Dissay este o comună în departamentul Vienne, Franța. În 2009 avea o populație de 2,966 de locuitori.